# Centrale d'annonces et de téléaffichage informatisée
Pour les articles homonymes, voir CATI.
 (avril 2019).
 (avril 2019).
La Centrale d'Annonce et de Téléaffichage Informatisée (CATI) est une solution d'information voyageurs utilisée dans les gares « Grandes Lignes » de SNCF.
Déployée pour la première fois en 1996 en gare de Lisieux, CATI était utilisée pour diffuser automatiquement des annonces sonores en gare. Elle est responsable de la diffusion des annonces et de l'affichage des plus grandes gares françaises ainsi que de celle de Monaco.

## Développement et déploiement
CATI est une application crée et développée par quelques agents de la Direction de l'Ingénierie de la SNCF, aujourd'hui devenue Direction Générale Industrielle et Ingénierie de SNCF Réseau. Elle est née de la volonté de maitriser et d'harmoniser les systèmes alors installés en gare, tout en réduisant les coûts d'acquisition et de déploiement.
À la fin des années 90, CATI n'était qu'une solution d'information voyageurs supplémentaire sur le marché. Chaque gare était alors libre de la mettre en concurrence avec d'autres systèmes.
Le premier déploiement à Lisieux en 1996 a rapidement été suivi par d'autres.
En 1998, CATI accueillait les spectateurs de la coupe de monde de football en gare de Lyon-Part-Dieu. Cette gare était le premier gros challenge de CATI : des afficheurs monumentaux, quelques centaines d'afficheurs à piloter, plusieurs dizaines de zones à sonoriser, plusieurs millions de voyageurs chaque année.
Fin 1999, c'est la gare de Paris-Saint-Lazare qui passait à CATI. La SNCF craignait alors, comme beaucoup d'entreprises cette année-là, subir le bug de l'an 2000, ce qui n'arriva pas.
Au fil des années, CATI s'est imposée face à sa concurrence grâce à sa souplesse pour s'adapter à de nouveaux environnements, quel que soit le niveau de complexité des installations de la gare, et est devenue la seule solution préconisée par la SNCF pour de nouvelles installations au cours des années 2000.
Dans les années 2000, plusieurs systèmes d'information voyageurs (IV) étaient déployés en gare. Certains parmi eux avaient connu un grand succès dans les gares françaises : NET2000, SAN + TAF de IDMS, ILA de Synchrosoft. Ces systèmes ont tous été remplacés par CATI qui a alors dû s'adapter pour intégrer les fonctionnalités propres à ces différents systèmes, fonctionnalités allant de la touche de raccourci intégré à l'IHM à la gestion de tableaux d'affichages spécifiques.
Entre 2006 et 2010, CATI est installé à Paris-Montparnasse, Paris-Est, Paris-Austerlitz et Paris-Nord. Le système est alors au cœur des 100 plus grandes gares de France, portant le nombre total des installations à 650.
À l'approche de 2020, près de 750 gares sont équipées de ce système.

## CATI et Info Ligne Accueil (ILA)
Info Ligne Accueil (ILA) est un système particulier. Alors que les systèmes IV fonctionnaient auparavant de façon autonome, pilotant l'affichage et la sonorisation d'une seule gare, ILA fonctionne en "grappe" : Le poste opérateur est raccordé à une "unité centrale générale" (UCG), elle-même raccordée à des "unités locales gares" (ULG) installées dans les différentes gares de la ligne. Ainsi, depuis un seul poste, l'opérateur commande l'affichage et la sonorisation de plusieurs gares d'une même ligne. Ce fonctionnement est particulièrement adapté au réseau TER desservant des gares à très faible fréquentation et donc sans personnel.
Dans les années 2000, la SNCF souhaitait améliorer ILA, mais il était difficile de faire évoluer le système. Plusieurs solutions ont été étudiées. La solution retenue a été d'intégrer les fonctionnalités manquantes à CATI pour prendre en charge les fonctions de gestion par ligne de ILA.
CATI a donc évolué en 2005 pour intégrer la gestion de ligne en plus de la gestion de gare. "CATI TER" est alors née.
ILA étant encore très présent dans les gares ces années-là, CATI a intégré une nouvelle fonctionnalité très peu de temps après : le pilotage des UCG et ULG ILA. Depuis un seul poste opérateur CATI, il est désormais possible de piloter des systèmes CATI ou ILA.
À la fin des années 2010, il existe toujours quelques gares équipées d'ILA et pilotées depuis un poste opérateur CATI. La dépose des équipements de ces quelques gares est amorcée, au profit de solutions plus modernes.

## TGV Est européen
En 2007, a lieu la première circulation commerciale du TGV Est Européen. Comme souvent lorsqu'une ligne à grande vitesse sort de terre, de nouvelles gares sont créées et d'autres comme Paris-Est, Reims, Metz, Nancy et Strasbourg sont rénovées.
Ces rénovations sont accompagnées par une actualisation des équipements IV. À ce moment-là, les périphériques d'affichage modernes sont à base de LED monochromes et à faible résolution ou de tubes cathodiques de diagonale (relativement) faible et en voie de disparition. La SNCF décide alors de créer une nouvelle génération d'afficheur basée sur une technologie déjà très populaire dans le monde informatique, les écrans TFT.
Cette nouvelle génération d'afficheurs offre plusieurs avantages. Couplée à un ordinateur, la dalle TFT offre une souplesse inégalée d'un point de vue du design. Les informations affichées ne sont plus fixes mais peuvent être animées. La surface d'affichage est plus grande qu'avec un tube cathodique (CRT).
À la mise en service du TGV Est Européen, les premiers afficheurs avaient une diagonale de 32 ou 47 pouces avec un ratio largeur / hauteur de 16/9. Aujourd'hui, des dalles de 70" 16/9 et 47" "étendu" (4/1) complètent la gamme de produits disponibles.
La visibilité et l'encombrement offerts par les afficheurs TFT permet de multiplier le nombre de points d'affichage en gare. En gare de Paris-Est, par exemple, le quai transversal a été équipé de plusieurs mâts portant chacun 8 afficheurs. Cette abondance de point d'information a permis de supprimer le tableau général départs monumental de la gare et de mieux gérer les flux de voyageurs : Les tableaux monumentaux, bien que très lisibles, ont l'inconvénient de créer un attroupement de personnes, ce qui ne facilite pas la circulation en gare. Avec plusieurs points d'information, plus petits, les voyageurs se répartissent naturellement sur le quai transversal, ce qui réduit la taille des groupes formés et facilite la circulation des personnes.

## Téléaffichage

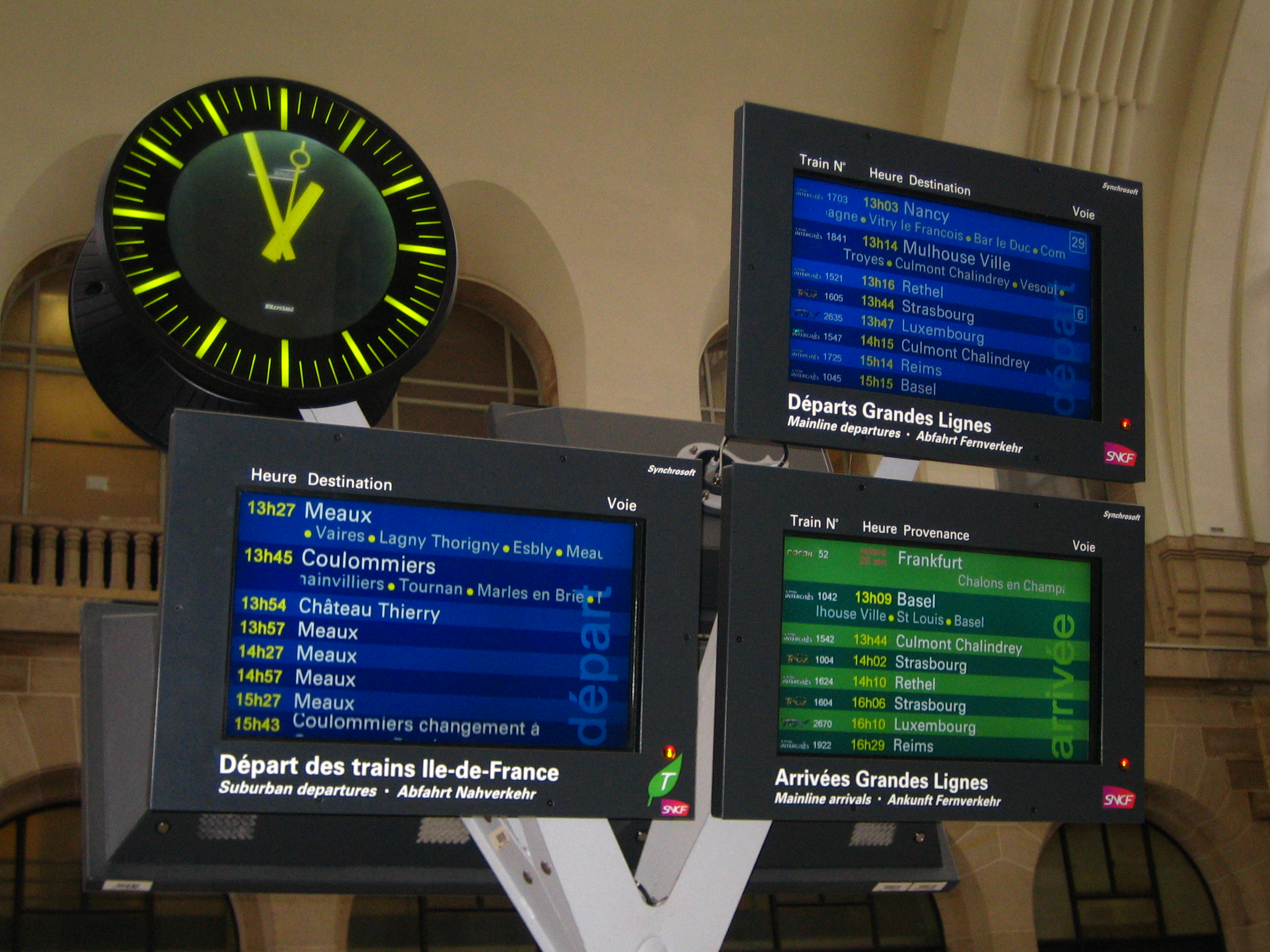
Afficheurs TFT sur un mât d'affichage en gare de Paris-Est.

CATI est une application d'information voyageurs. Son but est d'accompagner le voyageur de l'entrée de la gare jusqu'à son train :
- dans le hall de la gare, un "tableau général départs" indique les horaires et voies des prochains trains à partir. Il affiche généralement les 7 à 10 prochains trains à partir et s'il s'agit d'un afficheur TFT, la desserte des 2 prochains trains. Ce tableau est souvent complété par un "tableau général arrivées" et un tableau d'information conjoncturelle ;
- lorsque le voyageur se dirige vers la voie de départ de son train, il est susceptible de rencontrer un tableau de jalonnement. Placé à proximité immédiate des escaliers et ascenseurs dans les souterrains ou passerelles, le tableau de jalonnement indique les prochains trains à partir des voies desservies par les escaliers. Les afficheurs TFT indiquent en plus l'escalier à utiliser selon la position des voitures sur le quai. Ces afficheurs permettent de rassurer le voyageur dans son cheminement ;
- sur le quai, un tableau de quai (TQ), perpendiculaire à la voie, indique la desserte du train. Il y a en général plusieurs TQ sur un quai. Pour le voyageur, plus de doute, il est sur le bon quai, à la bonne voie ;
- Lorsque le train est à réservation obligatoire, un tableau de repérage des voitures (TRV) complète les informations offertes par le tableau de voie. Le TRV peut être intégré au tableau de voie ou être un afficheur dédié à cette seule fonction. Dans ce dernier cas, il est généralement parallèle à la voie et permet un repérage facile de la position de la voiture où le voyageur doit s'installer, avant même que le train n'entre en gare ;
- lorsque le voyageur sort du train dans une gare où il doit prendre une correspondance pour une nouvelle destination, un tableau de correspondances (TC) lui indique les heures de départs des prochains trains. Le TC est généralement situé à proximité des escaliers qui permettent de sortir du quai. Il reprend les mêmes informations que le tableau général départ, sans afficher la desserte des premiers trains.

## Sonorisation
L'information affichée sur les différents tableaux de téléaffichage est complétée par des annonces sonores diffusées automatiquement (annonces de départ ou d'arrivée, de modification de voie, de retard…) ou manuellement par l'opérateur (annonces de service, répétition des annonces automatiques…).
Les annonces ne sont diffusées que dans les zones concernées de la gare. Ainsi, l'annonce indiquant le départ imminent d'un train n'est diffusée que sur le quai de départ mais l'annonce de modification de la voie de départ est, quant à elle, diffusée sur le quai de la voie précédemment affichée, le quai de la voie réelle de départ ainsi que dans le hall de la gare. De cette façon, il est possible de mieux cibler les voyageurs concernés par les annonces.
L'autre avantage de cette diffusion sélective des annonces est de pouvoir en diffuser plusieurs en même temps. Dans les plus grandes gares, CATI peut diffuser 4 annonces simultanément, du moment que les zones de diffusion sont distinctes. La gestion des zones de diffusion des annonces et leur occupation est opérée de concert par CATI et une matrice de commutation.
La matrice de commutation est un équipement chargé de diffuser les annonces aux bons endroits. Elle est raccordée à des amplificateurs audio. Chaque amplificateur est relié à un groupe de haut-parleurs en gare. Chaque groupe correspond à une situation géographique en gare : un quai, le hall, un souterrain, etc.
Pour CATI, il n'est possible de diffuser une annonce que si toutes les zones de diffusion ciblées sont libres ou utilisées par une source de priorité inférieure. Si une zone est utilisée par une source de priorité supérieure, généralement le micro du "speaker" de la gare, l'annonce de CATI sera mise en attente jusqu'à libération de la zone.
La voix utilisée pour diffuser ces annonces est celle de Simone Hérault, voix officielle de SNCF.

## Systèmes liés

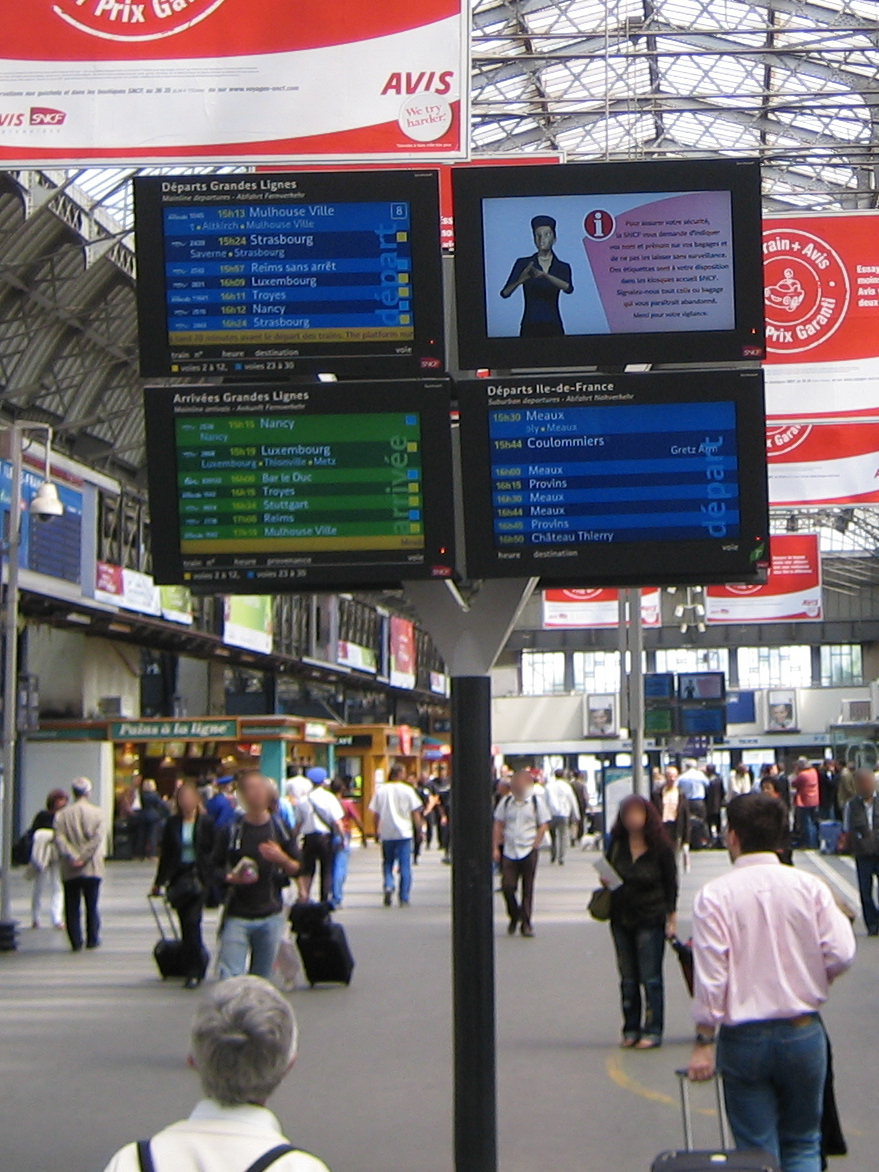
Groupe d'écrans avec annonce en LSF avec Jade.

Au-delà du raccordement avec les périphériques d'affichage et de sonorisation de la gare, CATI s'interface avec différents systèmes extérieurs pour enrichir l'information.
Les CATI installées en gares envoient les informations de départ et d'arrivée des trains à un serveur national. Ce serveur partage les informations horaires des prochains trains avec les sites internet et applications mobiles SNCF.
Lorsque les trains circulent sur le réseau ferré national, CATI reçoit des informations liées à leur positionnement géographique grâce au système d'Alimentation Temps RÉel (ATRE). Ces informations permettent de déterminer le retard ou l'avance des trains, un changement de voie, l'arrivée imminente d'un train ou encore un passage sans arrêt.
Dans certaines gares, Jade, un avatar virtuel, signe les annonces sonores en LSF, contribuant ainsi à améliorer l'accessibilité des gares. Jade a été développé conjointement par SNCF et Websourd.
Les plus grandes gares disposent d'un diffuseur d'annonces accessible directement depuis l'interface du poste opérateur de CATI. Il permet à un agent de la gare de diffuser une annonce qu'il ne serait pas possible de déclencher directement depuis CATI, comme la présentation d'un évènement local (un festival par exemple). La diffusion peut être directe ou programmée et, éventuellement, répétée automatiquement.
CATI peut être raccordée à un automate pour assurer une meilleure intégration dans la gare. Cet automate permet de déclencher des actions dans CATI à la réception d'impulsions électriques reçues à la suite de la manipulation de commutateurs installés en gare. Par exemple, un agent SNCF actionne un commutateur sur le quai avant le départ d'un train. Cette information transmise par l'automate à CATI permet de déclencher l'annonce de départ du train. Il est aussi possible grâce à cet automate d'allumer la lumière sur un quai lorsque la voie de départ d'un train est affichée sur les tableaux d'affichage ou de déclencher une sonnerie pour avertir du départ imminent du train.

## Périphériques
Au fil des années, plusieurs types et générations de périphériques d'affichage se sont succédé :
- les tableaux à palettes : ces tableaux sont composés de plusieurs rouleaux de palettes larges ou alphanumériques. Les premières sont utilisées pour afficher des informations complètes comme la destination du train, les dernières n'affichent qu'une lettre ou chiffre afin d'afficher, en association avec d'autres palettes alphanumériques, un numéro, une heure ou une information dynamique. Les tableaux à palettes sont en voie de disparition : en plus de ne permettre d'afficher qu'un nombre limité d'informations, elles utilisent des pièces mécaniques qui s'usent et doivent être régulièrement remplacées ;

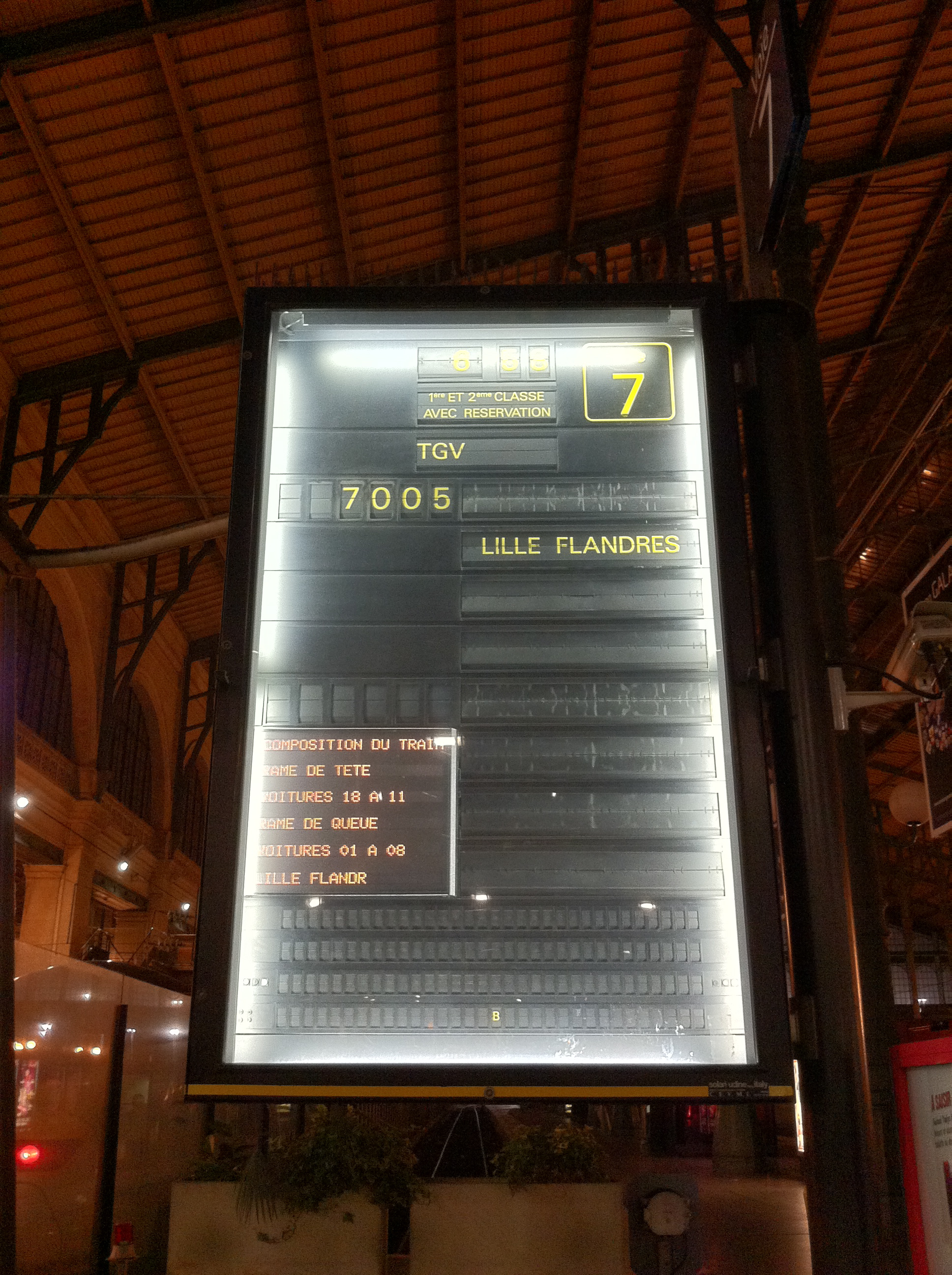
Ancien tableau à palette de la voie 7 de Paris-Nord.
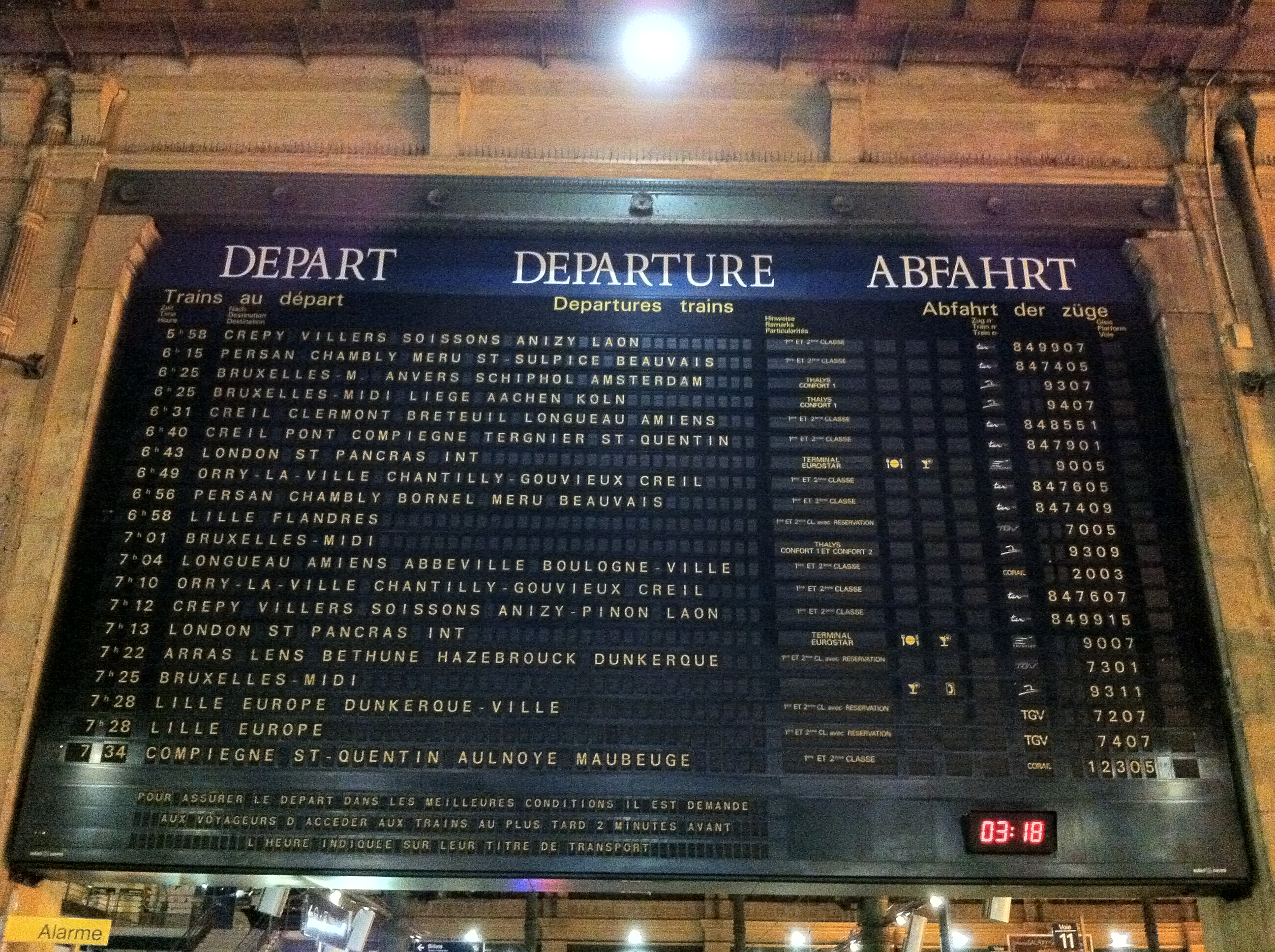
Ancien point d'information départ de Paris-Nord.
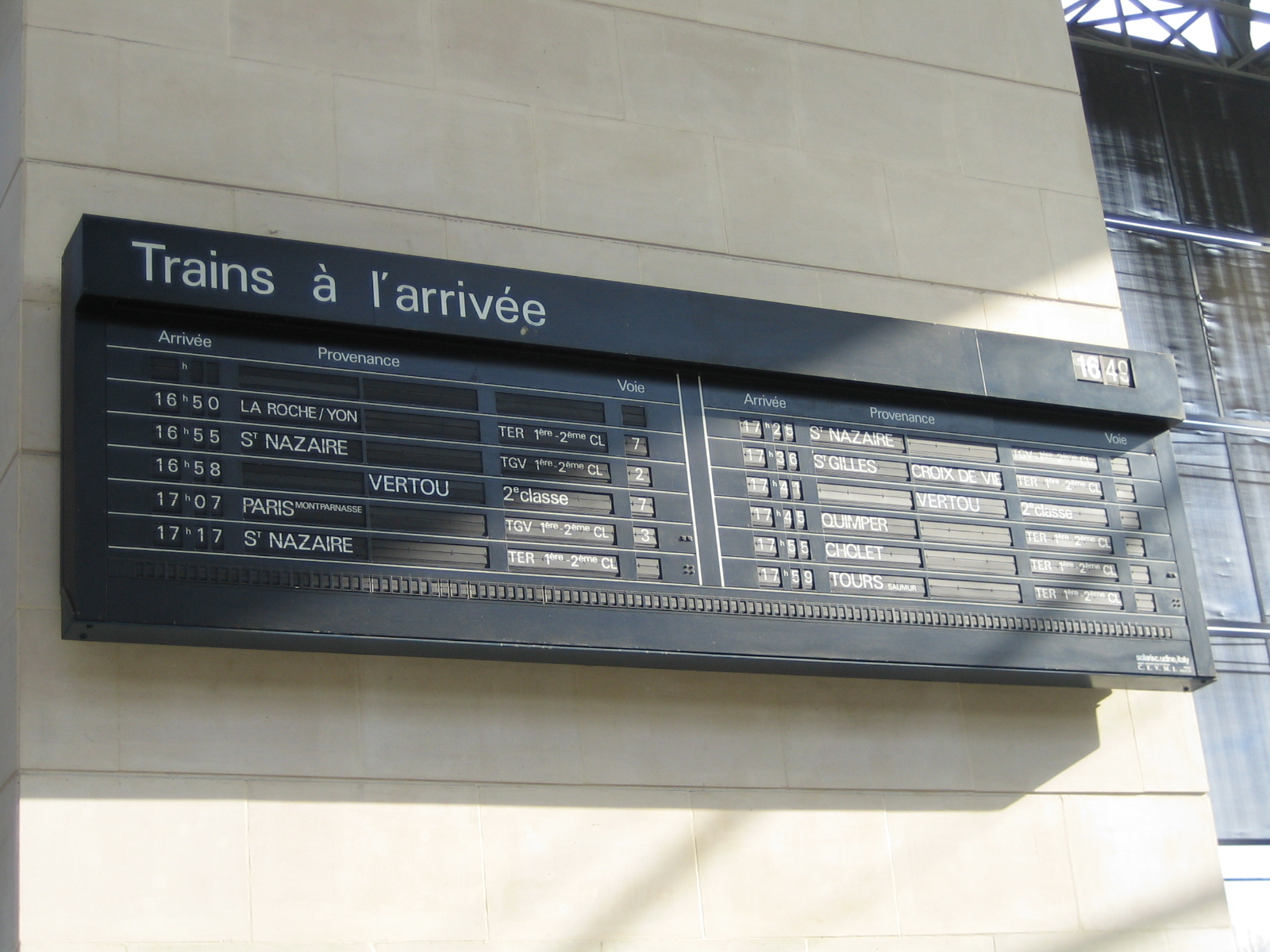
Tableau général départs à palettes larges à Nantes.

- les afficheurs à tube cathodique : utilisés jusqu'au début des années 2000, ces afficheurs offrent une plus grande dynamique. Ils permettent d'afficher différentes grilles d'affichage : tableau général des départs, tableau général des arrivées, tableau de quai, tableau d'information et tableau de repérage des voitures. Ces tableaux sont capables d'afficher quelques pictogrammes standardisés mais les informations affichées sont essentiellement composées de texte. La composition graphique de ces afficheurs n'a quasiment pas évolué depuis leur mise en service. Par exemple, le pictogramme TGV, lorsqu'il est affiché, correspond au logo affiché sur les tout premiers trains du même nom. La fabrication des tubes cathodique ayant été suspendue au cours de la première décennie de notre siècle, ils ne sont plus installés en gare, au profit des écrans à LED ou TFT ;

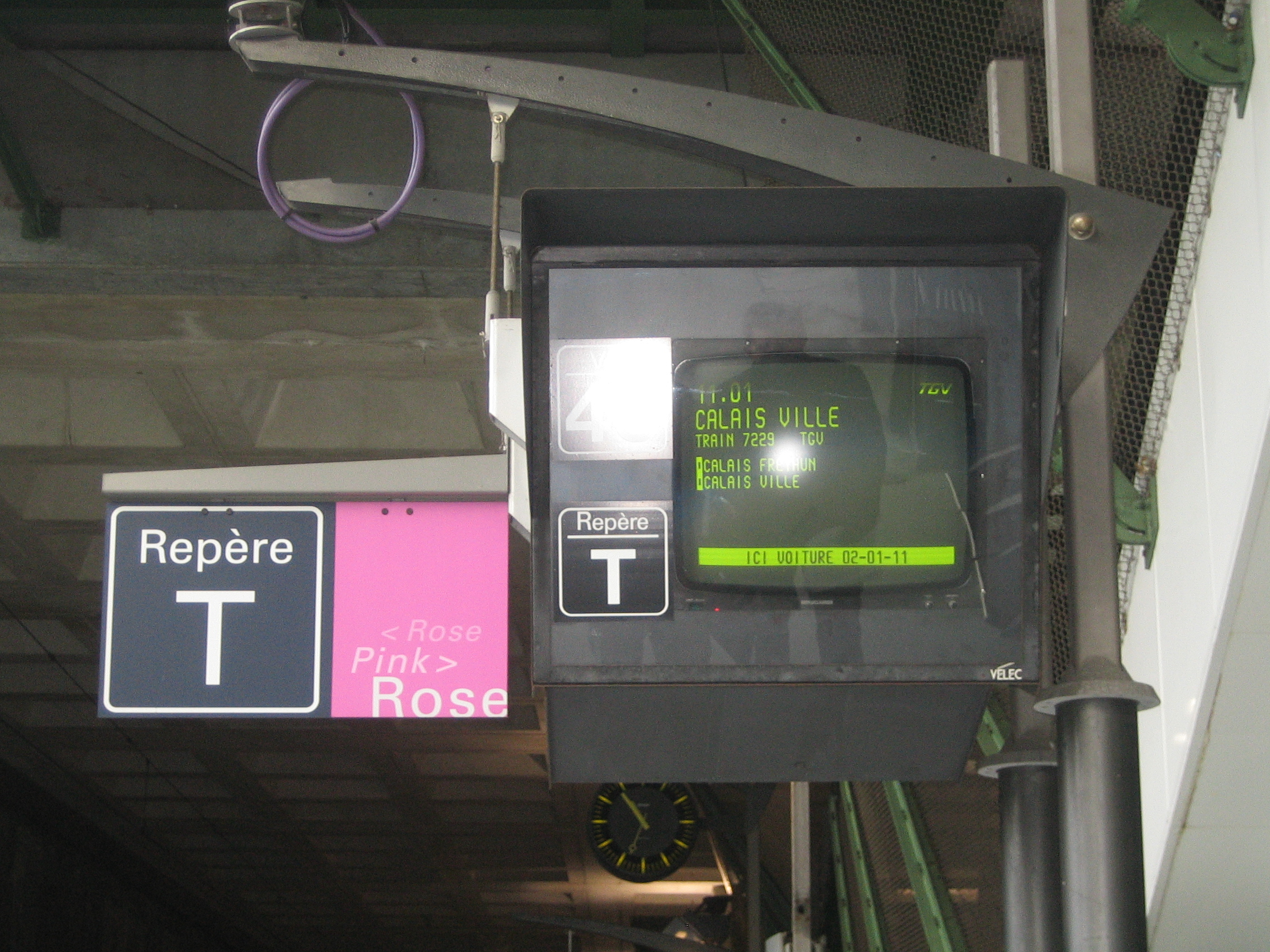
Moniteur à tube cathodique installé sur une voie de la gare de Lille-Europe.

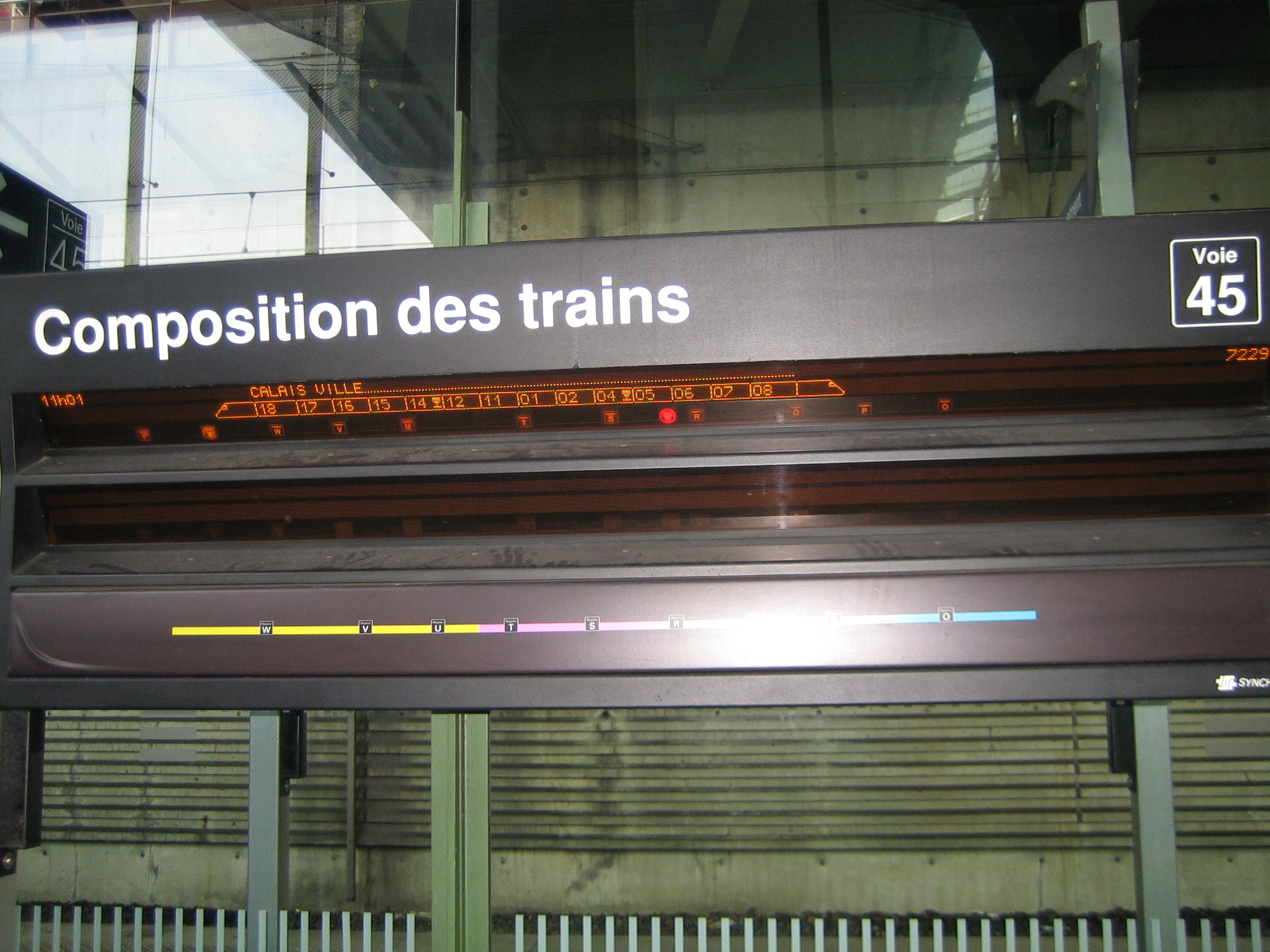
Tableau de repérage des voitures installée à la voie 45 de la gare de Lille-Europe.

- les points d'information départs : ces tableaux monumentaux sont composés d'un affichage des prochains départs, d'une horloge et d'un tableau d'information conjoncturelle. Les modèles les plus récents mixent des matrices de LED et des dalles TFT pour présenter les informations, mais des modèles utilisant des palettes ont aussi existé. Ils sont aujourd'hui abandonnés au profit de points d'affichages mieux répartis dans la gare ;

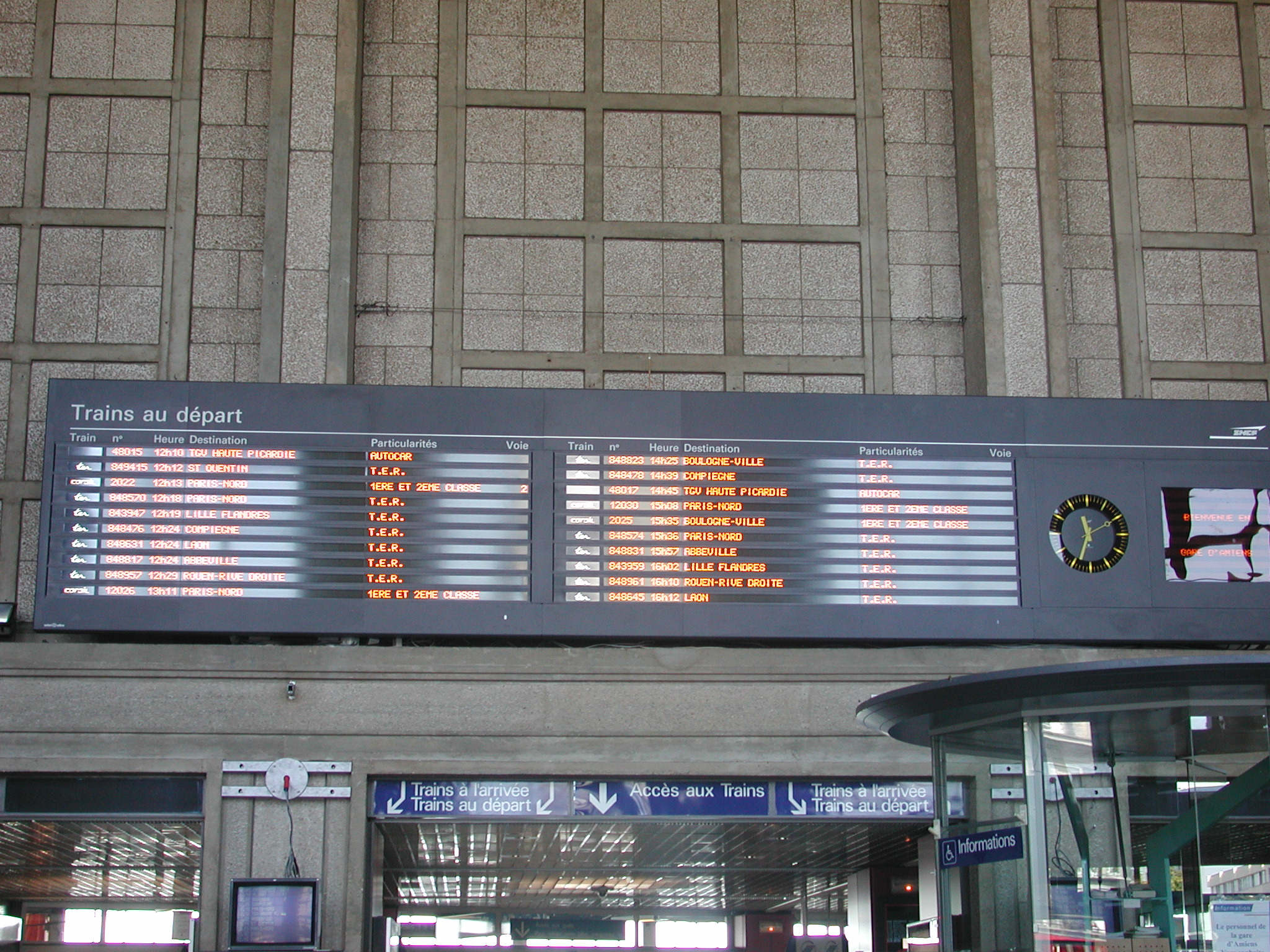
Point d'information général départs de la gare d'Amiens.

- les affichettes : beaucoup de gares sont encore équipées de ces petits écrans à LED utilisés en guise de tableaux des départs ou tableaux d'information. Ils ont une diagonale faible et sont très adaptées aux petites gares ou aux salles d'attente des grandes gares ;

- les tableaux de repérages des voitures à LED : situés sur le quai, parallèlement à la voie, ces tableaux permettent aux voyageurs de se repérer et de se positionner sur le quai avant même l'arrivée du train. Un ensemble de LED permettent de dessiner le train dans le respect de sa composition (type et numéros des voitures)

- les tableaux d'information conjoncturelle : généralement, ils sont situés à proximité des tableaux monumentaux ou en font partie. Ils affichent des informations conjoncturelles en rapport avec les conditions de circulation des trains ou des informations commerciales. Ils utilisent une surface d'affichage à base de LED ou de TFT ;

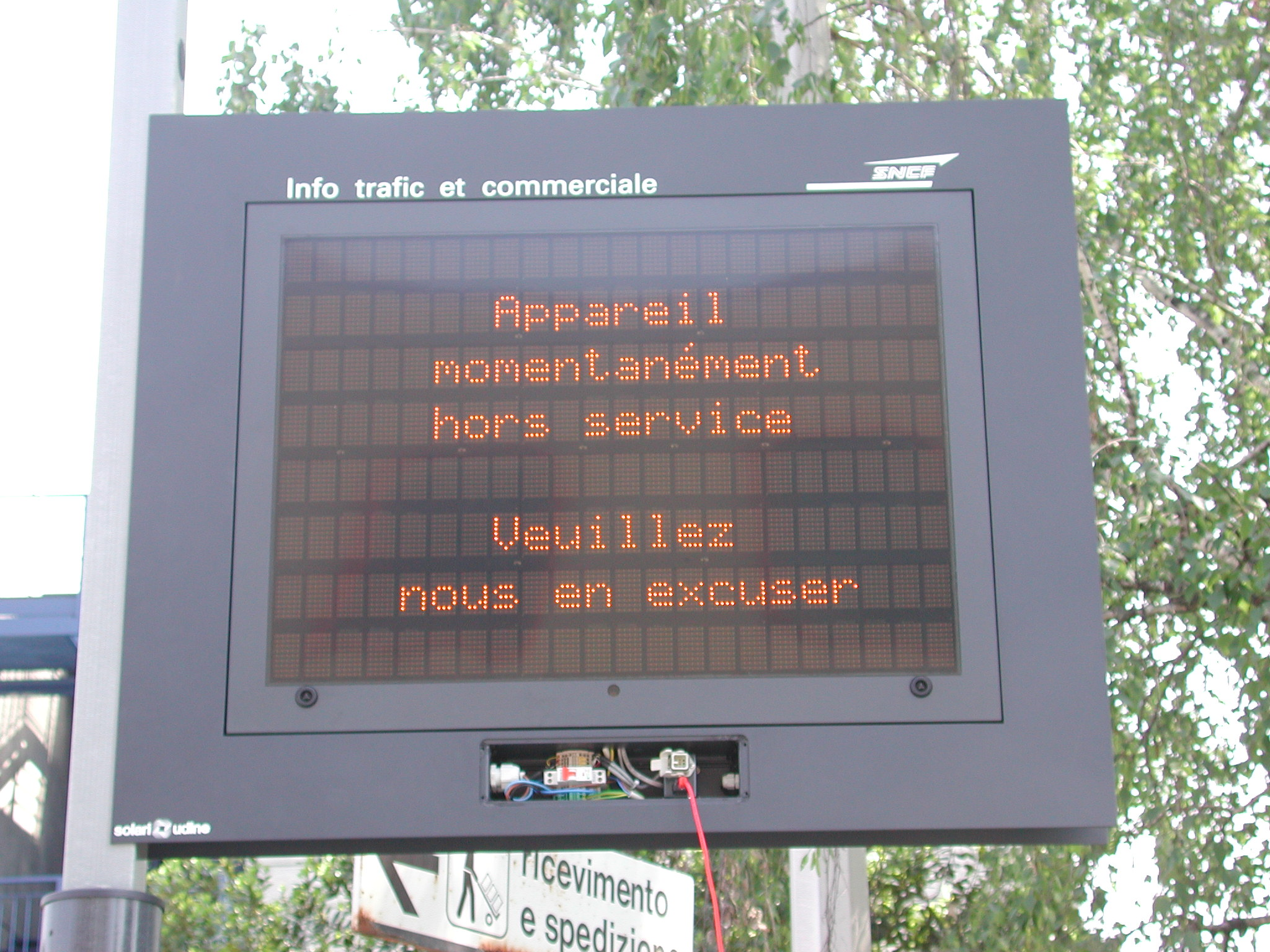
Tableau d'information à LED en cours de test.

- les tableaux audio-visuels : les petites gares des réseaux TER sont souvent équipées de quelques afficheurs avec sonorisation intégrée. L’affichage est assuré par des LED, la sonorisation par deux haut-parleurs intégrés ;

- les afficheurs TFT : installés depuis 2006, en remplacement des ancien afficheurs cathodiques, ces écrans sont composés d'un PC et d'une dalle TFT. Ils permettent de couvrir l'ensemble des besoins d'affichage actuels : une information visible, animée, facile à mettre à jour et fonctionnant sur liaisons séries industrielles ou réseaux IP standard. Ils offrent une diagonale d'affichage comprise entre 24 et 70 pouces (60 à 180 cm).

- les murs d'images : installés dans les gares d'Avignon TGV, de Paris-Gare-de-Lyon et Paris-Saint-Lazare, ils sont constitués de plusieurs écrans MicroLED afin de constituer une surface d'affichage imposante.

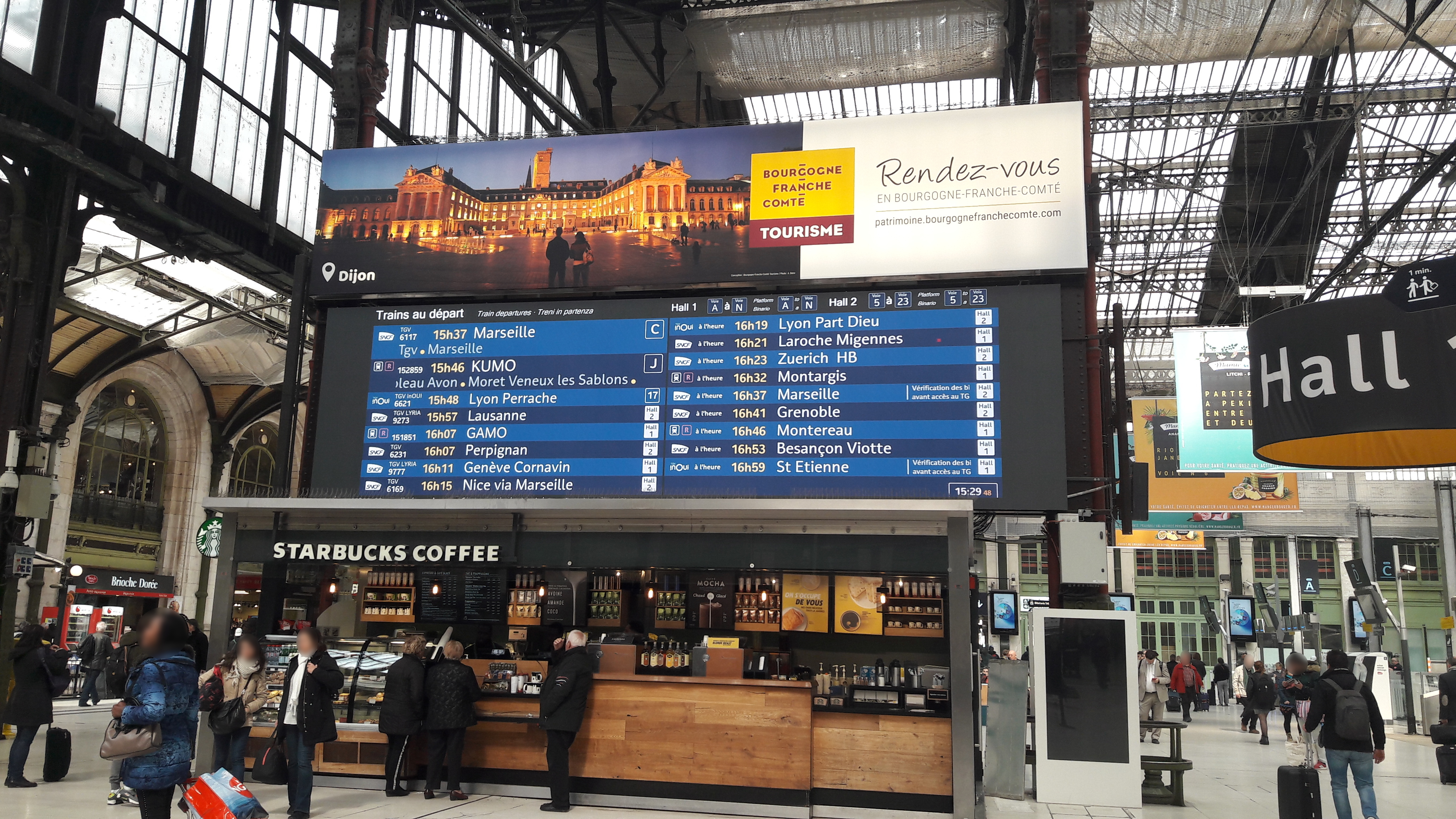
Mur d'images de Paris Gare-de-Lyon - Hall 1.
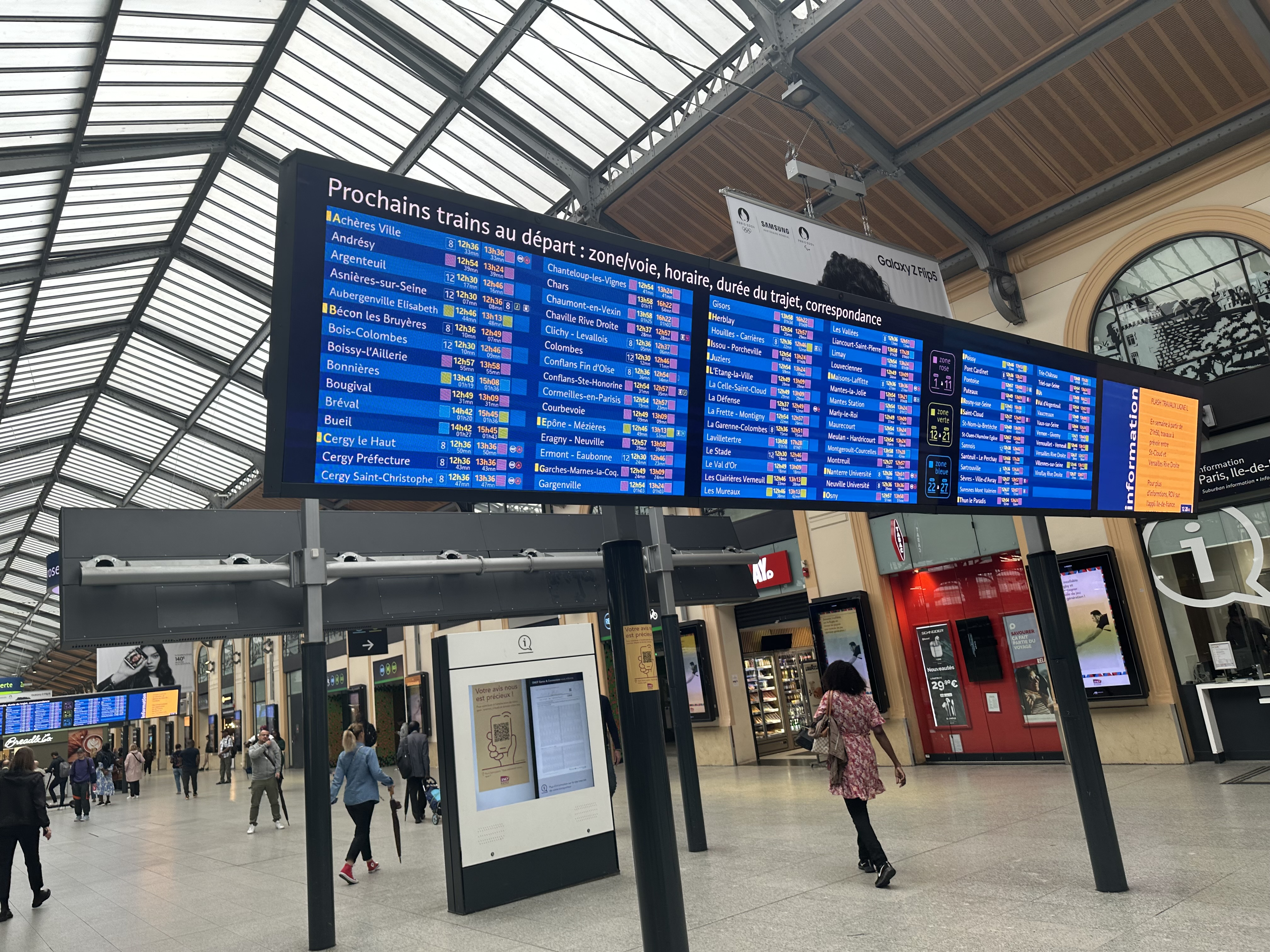
Mur d'images de Paris Saint-Lazare en configuration PIGD.